# Jos Steenmeijer
Jos Steenmeijer, Jan Cornelis (Jos) Steenmeijer (Groninga), 21 de mayo de 1956) es un escultor neerlandés.

## Datos biográficos y obras
Después de una formación inicial técnica , Steenmeijer ha optado por seguir la carrera artística completando estudios adicionales .Se formó como escultor en la Academia Minerva en Groninga(1985-1988) y se estableció después de su formación en Groninga. se instala junto a Trudi van den Berg con la que comparte el estudio de escultura. Junto con Trudi van den Berg desarrollará un conjunto de obras independientes. El trabajo de ambos se describe como pragmático, sin elevados conceptos y teorías del arte. Steenmeijer se inspira en el mundo de la tecnología, que él llama la poesía de la tecnología.
Su trabajo puede ser visto en la zona pública de la ciudad de Groninga(por ejemplo, la falacia de composición, y afsluitbomen  en Beckerweg), en Sappemeer (Tres o'tree) y en Onstwedde (Gurgulio) (ver foto). 
Además, expusieron en la ciudad de Assen (alfombras de Assen), en la Universidad de Groninga (salto Micro Macro) y en el municipio Coevorden (La Hoja de referencia rápida-De Spiekbrief).
Entre sus obras también se incluye Steenmeijer Uurwerker VIII (presentado en la iglesia de Middelbert) y papel reciclado-Kringloop / Kreislauf (en la iglesia de la Duitse Leer)